# Гарсиа-Беллидо, Антонио
Антонио Гарсиа-Беллидо (Antonio Garcia-Bellido; род. 30 апреля 1936, Мадрид) — испанский молекулярный биолог, биолог развития, исследователь генетики развития животных, в особенности насекомых.
Член Испанской королевской академии наук (1984), Папской академии наук (2003), иностранный член Лондонского королевского общества (1986), Национальной академии наук США (1987), Французской академии наук (1995), доктор наук (1962), эмерит-профессор Автономного университета Мадрида.
В 1962 году получил степень доктора наук (Doctor en Ciencias) в Мадридском университете Комплутенсе. Затем занимался у профессоров Винсента Уиглсуорта в Кембридже (Англия), Эрнста Хадорна в Цюрихе, Алфреда Стёртеванта и Эдварда Льюиса в Калтехе.
В 1974—1981 годах исследовательский профессор Высшего совета по научным исследованиям.
В 1981—2013 годах директор лаборатории генетики развития.
Иностранный член Американской академии искусств и наук (1985), член-основатель Европейской академии (1988), член European Academy of Sciences (2004). Подписал «Предупреждение человечеству» (1992).

## Награды и отличия
- Премия принцессы Астурийской (1984)
- Prix Charles-Léopold-Mayer[фр.] (1986)
- Premio Nacional de Investigación Santiago Ramón y Cajal[исп.] (1995)
- Premio México de Ciencia y Tecnología[англ.] (2006)
- Premio Nacional de Genética[исп.] (2009)
- Society for Developmental Biology[англ.] Lifetime Achievement Award (2012)

Почётный доктор АН СССР (1990), Universidad de La Coruña (1996), Барселонского университета (1996) и др.